# Beiyuan, Tianqiao
Beiyuan (kinesiska: 北园街道, 北园) är ett stadsdelsdistrikt i Kina. Den ligger i provinsen Shandong, i den östra delen av landet, nära eller i provinshuvudstaden Jinan. Antalet invånare är 205 191. Befolkningen består av 101 597 kvinnor och 103 594 män. Barn under 15 år utgör 10,0 %, vuxna 15-64 år 83 %, och äldre över 65 år 5,0 %.
Genomsnittlig årsnederbörd är 841 millimeter. Den regnigaste månaden är juli, med i genomsnitt 315 mm nederbörd, och den torraste är januari, med 6 mm nederbörd.